# T-Palette Records
T-Palette Records（ティパレット レコード）は、2011年にタワーレコード内に設立されたアイドル専門のレコードレーベル。CDの販売がかつてほど伸びなくなったことから小売の経験を活かすべく発足し、2011年に新人アーティスト育成の試みを経てビジネス化した。地方を拠点に活動するローカルアイドルが所属していることが2012年の『うれぴあ』で指摘されており、当時所属していたNegiccoが新潟県、LinQが福岡県、しず風が名古屋市を発祥としている。設立者でタワーレコード代表取締役社長の嶺脇育夫が元々モーニング娘。を契機にハロー!プロジェクトに関心を持っていたと説明している。嶺脇はインタビューで物理的な距離を理由とする課題はあるとしつつも、それを越えることができる手ごたえがあると述べている。アイドルグループを選ぶ基準は全国流通していないことと自分たちが推薦できるアイドルであることを挙げている。
レーベル第1弾アーティストのバニラビーンズは、徳間ジャパンコミュニケーションズからのレンタル移籍で注目を集めた。

## 所属アーティスト
- Negicco（2011年7月 - ）
- アップアップガールズ（仮）（2012年12月 - ） - アップフロントワークスより参加。アップアップガールズ（仮） 1st LIVE 代官山決戦（仮）にて発表[5]。
- さよならポニーテール（2015年5月 - ） - エピックレコードジャパンから移籍[6]。
- アップアップガールズ（2）（2017年8月 - ）
- 開歌-かいか-（2019年4月 - ）[7]
- クロスノエシス（2019年11月 - ）
- MAPA（2021年10月 - ）

### 過去
- LinQ（2011年11月 - 2013年2月）
- ライムベリー（2013年3月[8] - 2014年4月） - エアリーズエンタテインメントより参加[9]。
- NA-NA（2013年夏[10] - 2014年7月）
- しず風（2011年11月 - 2015年9月）
- しず風&絆〜KIZUNA〜（2012年3月 - 2015年9月） - 2012年3月に"絆〜KIZUNA〜"がT-Palette Recordsへ参加し、同時にしず風と合体[11]。
- バニラビーンズ（2011年6月 - 2015年8月、2018年8月 - 10月） - 徳間ジャパンからレンタル移籍。2015年8月avex traxに移籍したが、2018年のラストシングル「going my way」はT-Paletteからリリース[12]。
- lyrical school（2012年8月 - 2015年12月） - ファイルレコードから移籍[13]。
- Tomato n' Pine - 散開ライブDVDのみ
- ワンリルキス（2013年夏[14] - 2015年）
- キャラメル☆リボン（2013年夏[10] - 2015年）
- amihime（2014年2月 - 不明） - LinQメンバー（1期生）姫崎愛未のソロ・プロジェクト。『T-Palette Records 感謝祭2013』にて発表[15]。
- アイドルネッサンス（2014年12月 - 2018年2月） - ソニー・ミュージックアーティスツより参加。『T-Palette Records 感謝祭2014』にて発表[16]。
- GANG PARADE（2014年7月 - 2019年1月） - ユニット「プラニメ」としてレーベルに参加。2015年5月31日に「POP」へ改名[17]。さらに2016年6月17日現グループ名に改名[18]。2019年1月、ワーナーミュージック・ジャパンに移籍[19]。
- WHY@DOLL（2016年11月 - 2019年11月 ） - ビクターエンタテイメントから移籍[20]。
- ZOC（2019年4月 - 2020年9月 ） - avex traxへ移籍[21]。
- CARRY LOOSE (2019年6月 - 2020年10月）※2020年11月1日にラストシングル「COLORS」配信開始[22]。

## 作品
- 『Japan Idol File』（2013年4月24日）
- 『T-Palette Records 2nd Anniversary Mix〜Diggin' on you〜』（2013年7月17日）
- 『T-Palette Records 3rd Anniversary Mix〜Far Beyond The Dream〜』（2014年6月10日）
- 『Japan Idol File 2』（2015年3月10日）

### 関連作品
- 『アイドルばかりピチカート-小西康陽×T-Palette Records-』（2015年4月22日 徳間ジャパンコミュニケーションズ CD:TKCA-74215）- 小西康陽プロデュースによる、ピチカート・ファイヴ楽曲のカバー・アルバム。T-Palette Records所属の5グループが参加[注 1][23]。

## イベント

### 2012年
- T-Palette Records 1st.Anniversary Live（6月9日、原宿 アストロホール）
- T-Palette Records感謝祭2012[24]（12月9日、品川ステラボール）

### 2013年
- T-Palette Records感謝祭2013（12月15日、ラフォーレミュージアム六本木）

### 2014年
- T-Palette Records感謝祭2014[25]（東京：12月13日、品川ステラボール 大阪：10月4日、松下IMPホール）

### 2015年
- T-Palette Records 感謝祭 2015〜今年新しく出来たyouthsource recordsも箱レコォズの面々も出るよ、もちろんTパレアームレスリング大会も開催!!年末大大感謝祭!!〜[26]（12月20日、新宿BLAZE）※スペシャルゲスト：バニラビーンズ、ワンリルキス不参加。

### 2017年
- TOWER RECORDS presents ザ・感謝祭 2017 新春[27]（1月22日、品川ステラボール）※スペシャルゲスト：lyrical school、酒井瞳
- アームレスリング大会 Powered by TOWER RECORDS ザ・感謝祭#2017年（8月5日、フジテレビ湾岸スタジオ）

### 2018年
- アームレスリング大会 Powered by TOWER RECORDS ザ・感謝祭#2018年（8月4日、フジテレビ湾岸スタジオ）

### 2019年
- アームレスリング大会 Powered by TOWER RECORDS ザ・感謝祭#2019年（8月3日、フジテレビ湾岸スタジオ）